# Glutathion peroxidáza

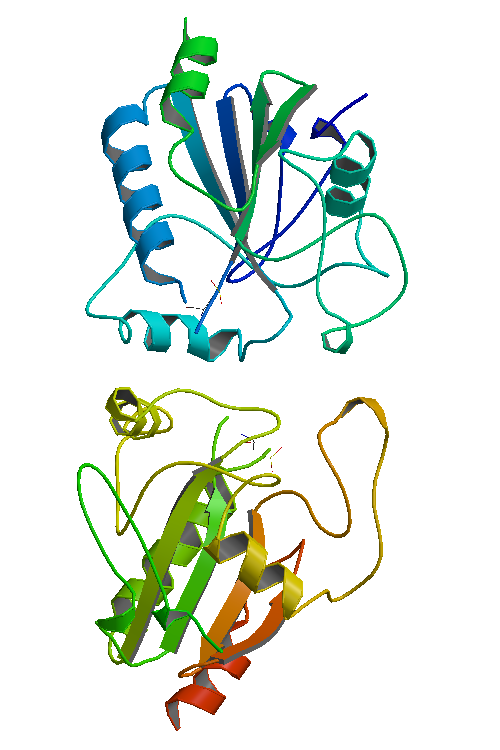

Glutathion peroxidáza (zkratka GSHPx nebo GPx) je enzym, který v těle mění jedovatý a karcinogenně působící peroxid vodíku na neškodnou vodu a molekulární kyslík. Ukazuje se, že ke své aktivaci potřebuje malá množství selenu, který pravděpodobně substituuje v molekule glutathionu síru za vzniku modifikovaného enzymu GPx4.
Samotný enzym nemůže být podáván v potravě, protože se v trávicí soustavě rozkládá. Jeho koncentrace v těle se proto zvyšuje podáváním jeho koenzymu, tripeptidu glutathionu.